# Bill Laswell
Bill Laswell (Salem, 12 februari 1955) is een Amerikaans bassist, producent en labeleigenaar.
Laswell verkreeg voornamelijk wereldwijde bekendheid dankzij zijn jarenlange bijdragen aan honderden muziekopnames, in stijlen variërende van funk en jazz tot hardcore punk en heavy metal.
Hij is getrouwd met de Ethiopische zangeres Gigi.

## Biografie

### Start van carrière
Laswell groeide op in Albion. Hij begon zijn carrière als bassist voor verscheidene funkgroepen, die actief waren in Detroit en omstreken. Tijdens zijn jeugdjaren bezocht Laswell veel shows en optredens, van onder andere Iggy Pop (destijds Iggy and the Stooges), John Coltrane en Funkadelic. Dankzij deze bezoekjes ontwikkelde hij een brede muzieksmaak.
In de jaren 70 verhuisde Laswell naar New York en huurde samen met Giorgio Gomelsky een loft. Hier vormden de huisgenoten de band Material. Tijdens zijn tijd in New York was Laswell tevens onderdeel van de bands Daevid Allen en New York Gong. Ook werkte hij samen met Brian Eno, waarmee hij enkele nummers opnam en uitbracht.
Samen met Martin Bisi richtte Laswell in 1984 een opnamestudio op. Al snel gingen de twee ondernemers een deal aan met Jean Karakos, eigenaar van het net-opgerichte Celluloid Records. Onder de naam Material was Laswell de vooraanstaande producent van het muzieklabel, tot de verkoop ervan in de jaren 80. Tijdens zijn werk voor Celluloid werkte Laswell samen met artiesten als Whitney Houston, Sonny Sharrock, en The Golden Palominos. Als producent werkte hij aan studioalbums van Shango, Toure Kunda, Ginger Baker en John Lydon.

### Doorbraak
Laswells commerciële doorbraak was in 1983, na de release van Herbie Hancocks studioalbum Future Shock. Laswell produceerde het gehele album, speelde basgitaar in bijna alle nummers, en schreef het grootste gedeelte van de nummers. Het nummer "Rockit" wordt vaak gezien als een prominent nummer voor de transformatie van de moderne hiphop en het turntablism (via Grand Mixer D.ST). Laswells samenwerking met Hancock leverde nog drie studioalbums op. Dankzij zijn toenemende populariteit kreeg Laswell contact met prominente artiesten van de jaren 80. Hij werkte samen met Sly & Robbie, Mick Jagger, PiL, Motörhead, The Ramones, Iggy Pop en Yoko Ono.
In 1986 werd de band Last Exit opgericht, bestaande uit Laswell en Sonny Sharrock, en later bijgestaan door drummer Ronald Shannon Jackson en saxofonist Peter Brötzmann. Het was een opvallende groep; ze oefenden nooit voor hun optredens. Tijdens een optreden ontmoette de vier leden elkaar en spraken ze een paar dingen door, waarna ze het podium opgingen en nummers improviseerden.

### Greenpoint Studios, Axiom Records en de jaren 90
In de jaren 90 kocht Laswell zijn eigen "Greenpoint Studio" in Brooklyn. Chris Blackwell, eigenaar van Island Records, gaf Laswell tevens de kans om zijn eigen muzieklabel te beginnen. Deze kans greep Laswell met beide handen aan: Axiom was geboren. In 1994 begon hij een samenwerking met de Duitse producer Pete Namlook. Met hem begon hij de projecten Psychonavigation en Outland, waarvan van beide meerdere albums werden geproduceerd.
- Bibsys: 1063325
- Biblioteca Nacional de España: XX836544
- Bibliothèque nationale de France: cb139220946 (data)
- CiNii: DA15935021
- Gemeinsame Normdatei: 134440285
- International Standard Name Identifier: 0000 0000 8161 0943
- Library of Congress Control Number: n83176086
- MusicBrainz: 8b7a121c-5b50-4912-ab4c-e49a631a2db0
- Nationale Bibliotheek van Tsjechië: xx0039224
- Nationale Bibliotheek van Israël: 987011096336305171
- Nederlandse Thesaurus van Auteursnamen: 073673552
- Réseau des bibliothèques de Suisse occidentale: 02-A005620770
- Istituto Centrale per il Catalogo Unico: UBOV507814
- Système universitaire de documentation: 08692561X
- Virtual International Authority File: 85545596
- WorldCat: E39PCjx4fv9y44gc6C9TWGxDpX